# Sieranevada
Pour plus de détails, voir Fiche technique et Distribution.
Sieranevada est un film roumain réalisé par Cristi Puiu, sorti en 2016. 
Il est présenté en sélection officielle au Festival de Cannes 2016.

## Synopsis
À Bucarest au début 2015, Lary, médecin de 40 ans, se rend,  accompagné de son épouse Laura, chez ses parents pour commémorer le quarantième jour de la mort de son père. Toute la famille est réunie pour accueillir le prêtre qui doit prononcer la prière à la mémoire du défunt. Mais bientôt, l’ambiance est tendue parmi les membres de la famille, le ton monte. Entre règlements de compte et querelles, Lary va être confronté à son passé.

## Fiche technique
- Titre français : Sieranevada
- Réalisation : Cristi Puiu
- Scénario : Cristi Puiu
- Photographie : Barbu Balasoiu
- Pays d'origine : Roumanie
- Genre : drame
- Date de sortie : 
  -  France : 12 mai 2016 (Festival de Cannes), 3 août 2016 (sortie nationale)
  -  Roumanie : 9 septembre 2016

## Distribution
- Mimi Brănescu : Lary
- Catalina Moga : Laura, la femme de Lary
- Ioana Craciunescu : Madame Popescu, la mère de Lary, Relu et Gabi
- Bogdan Dumitrache : Relu
- Rolando Matsangos : Gabi
- Judith State : Sandra, la femme de Gabi
- Ana Ciontea : Tante Ofelia
- Sorin Medeleni : Toni, le mari d'Ofelia
- Marin Grigore : Sebi, le fils de Tante Ofelia et Toni
- Ilona Brezoianu : Cami, la fille de Tante Ofelia et Toni
- Andi Vasluianu : Mihaita

## Accueil

### Accueil critique
L'accueil critique est assez positif : le site Allociné recense une moyenne des critiques presse de 3,8/5, et des critiques spectateurs à 2,9/5.
Pour Pierre Murat de Télérama, « Cristi Puiu filme toujours avec la même maestria. […] Comme Robert Altman, (il réussit) à se glisser entre de multiples personnages, en perdre un sans jamais sacrifier l'autre, jouer avec plusieurs intrigues et plusieurs styles en même temps. (un instant) on se croirait dans une comédie italienne à la Dino Risi ou Pietro Germi. L'instant d'après […] l'on se retrouve en plein romanesque russe. ».
Pour Mathieu Macheret du Monde, « , À première vue, Sieranevada s’inscrit dans le champ bien identifié du cinéma d’auteur roumain, par son écriture en longs plans-séquences, ses conversations homériques virant à l’absurde, son approche très prosaïque, qui ne cherche pas à enjoliver la banalité du décor. Mais le film ne se réduit pas à cela. […] Sieranevada nous parle de tout ce qui « traverse » les familles dans notre monde d’après le 11- septembre […] la mise en scène de Puiu […] saisit les passages et trajectoires de chacun, du salon aux chambres, des scènes aux coulisses, comme une étourdissante et virtuose symphonie de mouvements. Chacun, dans ce ballet désordonné, cherche sa vérité. ». 
Pour Jean-Baptiste Morain des Inrockuptibles, moins connu que Cristian Mungiu, Cristi Puiu « a gardé la même ligne, implacable, rigoureuse, formaliste, qui fonctionne sur la longueur parfois volontariste des plans, et un humour plus pince-sans-rire que le plus pince-sans-rire des pince-sans-rire. » Dans son film, « la situation est absurde, comme tout ce qui dans toutes les sociétés du monde ne cesse de poser des barrières symboliques à tout. ». 

### Box-office
- France : 34 020 entrées[5]

## Distinction

### Sélections et nominations
- Festival de Cannes 2016 : sélection officielle, en compétition

## Autour du film
- Alors qu'il présentait son film Aurora à Cannes en 2010, Cristi Puiu a appris le décès de son père. Les émotions qui ont suivi son retour en Roumanie ont eu pour effet d'inspirer ce film[6].
- Le réalisateur a donné deux indications à son chef opérateur pour tourner ce film : ne jamais anticiper les mouvements des personnages, et ne surtout pas essayer de faire de belles images[6].